# 包頭地毯
包頭地毯指十九世紀中國綏遠地區製作的地毯風格，地毯的底使用金絲，圖案使用染色絲，其特色為雲朵、花卉、長壽的象徵等基調圖案。它原來是皇宫里的御用地毯，毯的大部分用金丝编织，毯的图案用染色丝條搓成织造。